# Gloppholmen (Fjell)
Gloppholmen est une île dans le landskap Sunnhordland du comté de Vestland. Elle appartient administrativement à Øygarden.

## Géographie
Rocheuse et désertique, à fleur d'eau, elle s'étend sur environ 192 m de longueur pour une largeur approximative de 134 m. Elle est traversée de toute part par la route Turøyvegen qui la relie à l'ouest à Turøyna et à l'est à Lislaskora. 